# Bry-sur-Marne
Bry-sur-Marne è un comune francese di 17 400 abitanti situato nel dipartimento della Valle della Marna nella regione dell'Île-de-France.

## Società

### Evoluzione demografica
Abitanti censiti

## Amministrazione

### Gemellaggi
- Moosburg an der Isar, Germania
- Sawbridgeworth, Regno Unito